# Federal University Otuoke
Die Federal University Otuoke ist eine Universität im Besitz der Bundesregierung mit Sitz in Otuoke, einer Stadt im Verwaltungsbezirk Ogbia im Bundesstaat Bayelsa im Süden Nigerias.

## Geschichte
Die Federal University, Otuoke ist eine der neun neuen Bundesuniversitäten, die im Februar 2011 von der nigerianischen Bundesregierung unter der Führung von Präsident Goodluck Jonathan gegründet wurden. Die Universität nahm ihren Betrieb im Gründungsjahr 2011 mit einer ersten Kohorte von 282 Studierenden auf.
Die Hochschule umfasst sechs Fakultäten und bietet sowohl Bachelor- als auch Postgraduiertenstudiengänge an, einschließlich Postgraduierten-Diplomen, Master- und Doktortiteln. Die Bachelorstudiengänge sind in den Fakultäten für Naturwissenschaften, Managementwissenschaften, Sozialwissenschaften und Geisteswissenschaften, Bildung, Ingenieurwesen und Technologie angesiedelt.
Die Universität engagiert sich zudem als Partner im Bereich der nachhaltigen öffentlichen Beschaffung. Im November 2020 wurde Teddy Charles Adias zum Vizekanzler der Universität ernannt.

## Campus
Die Federal University Otuoke liegt in der ölreichen Nigerdelta-Region des Bundesstaates Bayelsa.

## Fakultäten und Fachbereiche
Die Bibliotheksinfrastruktur der Federal University Otuoke umfasst die Zentralbibliothek, die Bruce Powell E-Library sowie mehrere Fakultätsbibliotheken. Zusammen bieten diese Einrichtungen eine Kapazität für 1.500 Personen.
Die Zentralbibliothek, als Hauptbibliothek der Universität, wurde 2012 im Zuge der Gründung der Federal University Otuoke durch ein Dekret der Bundesrepublik Nigeria in Betrieb genommen. Sie bildet das zentrale Dienstleistungszentrum des gesamten Bibliothekssystems. Innerhalb der Zentralbibliothek befinden sich die technischen Dienste, die für die Beschaffung, Katalogisierung und Klassifizierung der Bestände zuständig sind. Des Weiteren beherbergt sie spezialisierte Lesesäle und Sammlungen, darunter Bereiche für:
- Geistes- und Sozialwissenschaften
- Naturwissenschaften und Technologie
- Nachschlagewerke und Zeitschriften
- Abschlussarbeiten und Dissertationen
- Universitäts- und Regierungsdokumente

Im selben Gebäude der Zentralbibliothek sind zudem der Universitätsbuchladen und die Buchbinderei der Bibliothek untergebracht.
Die Bruce Powell E-Library befindet sich im Bruce Powell-Gebäude. Sie ist das Zentrum für elektronische Ressourcen und Informationstechnologie. Dort sind das Bibliotheksverwaltungssystem KOHA, die elektronische Ressource eGranary sowie ein Informationskompetenzlabor untergebracht. Die E-Library stellt eine Vielzahl von Arbeitsplätzen mit Zugriff auf verschiedene elektronische Datenbanken bereit, die sowohl abonniert als auch frei zugänglich sind.
Das gesamte Bibliothekssystem der Federal University Otuoke ist durch ein integriertes Informationsnetzwerk miteinander verbunden. Über ein lokales Netzwerk sind die Zentralbibliothek, die Bruce Powell E-Library und alle Fakultätsbibliotheken vernetzt, um einen kohärenten Zugriff auf Bestände und Dienste zu gewährleisten.
| Fakultät                           | Fachbereiche |
| ---------------------------------- | --- |
| Management Sciences                | - Accounting - Business Administration - Banking and Finance - Entrepreneurship - Marketing                                                                       |
| Social Sciences                    | - Economics & Development Studies - Political Science - Sociology & Anthropology                                                                                  |
| Education (Ausbildung)             | - Business Education - Education & Mathematics - Education & Physics - Education & Chemistry - Education & History                                                |
| Engineering (Maschinenbau)         | - Chemical Engineering - Civil Engineering - Electrical/Electronics Engineering - Mechanical Engineering - Mechatronics Engineering - Petroleum & Gas Engineering |
| Sciences (Naturwissenschaften)     | - Biochemistry - Biology - Chemistry - Computer Science & Informatics - Mathematics - Microbiology - Physics - Statistics                                         |
| Humanities (Geisteswissenschaften) | - English & Communication Studies - History & Strategic Studies                                                                                                   |

## Exmatrikulation von Studierenden, die an Prüfungsbetrug beteiligt waren
Am Donnerstag, dem 28. März 2019, wurden zwölf Studierende der Universität von der Hochschule verwiesen. Als Gründe für den Ausschluss wurden Sektenbildung und Prüfungsbetrug angegeben. Zum Zeitpunkt des Ausschlusses befanden sich fünf der betroffenen Studierenden im zweiten Studienjahr (200. Stufe) und die verbleibenden sieben im dritten Studienjahr (300. Stufe).
Eine weitere Welle von Disziplinarmaßnahmen folgte am 6. Dezember 2019, als 29 Studierende der FUOTUOKE von der Universität verwiesen wurden. Auch in diesen Fällen erfolgte der Verweis aufgrund ihrer angeblichen Beteiligung an Sektenbildung und Prüfungsbetrug.